# مجموعة كارتاقو
مجموعة كارتاقو هي مؤسسة تونسية سابقة أسسها رجل الأعمال بلحسن الطرابلسي وتتكون من الشركات التالية:
- مركز تونس للتدريب على الطيران.
- ألفا فورد.
- ألفا الدولية تونس.
- ألفا الحافلات تونس.
- كاكتوس للإنتاج.
- شبكات الاتصالات العالمية تونس.
- جات مولتيميديا تونس.
- قرطاج للطيران.
- قرطاج للنشر.
- فنادق قرطاج.
- عقارات قرطاج.
- قرطاج لخدمة السفر.
- كورال الخطوط الجوية الأزرق.
- موزاييك أف أم.
- شركة أوتيكا لترويج الزراعية (البركة).

بعد الثورة التونسية تم نقل المجموعة، إلى شركة الكرامة القابضة.

## مقالات ذات صلة
- الثورة التونسية
- بلحسن الطرابلسي

## روابط خارجية
1. 1 2  وصلة مرجع: http://216.tn/annuaire/GROUPE-KARTHAGO-27632.html.